# Pallavolo agli XI Giochi centramericani e caraibici
La pallavolo agli XI Giochi centramericani e caraibici si è disputata durante l'XI edizione dei Giochi centramericani e caraibici, che si è svolta a Panama, in Panama, nel 1970.

## Podi
| Evento                         | Oro     | Argento   | Bronzo    |
| Pallavolo maschile (dettagli)  | Cuba    | Venezuela | Messico   |
| Pallavolo femminile (dettagli) | Messico | Cuba      | Venezuela |